# Coccomyxaceae
Coccomyxaceae, rod zelenih algi iz razreda Trebouxiophyceae. Postoji 54 vrste u devet rodova.

## Rodovi
1. Choricystis (Skuja) Fott
2. Coccomyxa Schmidle
3. Dactylothece Lagerheim
4. Diogenes Pennington
5. Dispora Printz
6. Lusitania P.González Guerrero
7. Nannokloster Pascher
8. Palmogloea Kützing
9. Paradoxia Svirenko